# Nefrologija
Nefrologija je veja medicine, ki deluje na področju zdravljenja ledvičnih bolezni.
Zdravnik-specialist, ki deluje na tem področju, je nefrolog.